# Ajahn Sao Kantasilo Mahathera
Phra Ajahn Sao Kantasilo Mahathera (1861-1941) fue un monje de la Tradición tailandesa del bosque.
Junto con su discípulo Ajahn Mun Bhuridatta estableció la Tradición tailandesa del bosque dentro del budismo theravada. Como un verdadero habitante del bosque, Ajahn Sao no dejó escrita ninguna de sus enseñanzas. Sin embargo, ciertos estudiantes suyos, como el Phra Ajahn Phut Thaniyo grabaron algunas de ellas, por lo cual actualmente se encuentran disponibles, publicadas en un documento titulado Las enseñanzas de Ajahn Sao: Memorias del Phra Ajahn Sao Kantasilo.